# Pihlar
Pihlar je priimek več znanih Slovencev:
- Boris Pihlar (*1945), kemik, univ. profesor
- Fran Pihlar, športnik mečevalec/sabljač, mladinski prvak Jugoslavije (1933)  MASK, Maribor
- Tanja Pihlar, višja predav. Fakultete za dizajn Ljubljana, mag.